# Johanna Mazibuko
Johanna Mazibuko (11 mai 1894 ? – 3 mars 2023) était une Sud-Africaine qui prétendait être la « personne la plus âgée du monde » pour sa longévité. Son âge n'est actuellement pas validé par le Livre Guinness des records (GWR).

## Biographie
Johanna Mazibuko affirmait être née en Afrique du Sud le 11 mai 1894. Elle a grandi dans une ferme de maïs à Ottosdal, en Afrique du Sud. Elle a connu le colonialisme britannique, l'apartheid et l'ère démocratique menée par Nelson Mandela, élu président de l'Afrique du Sud en 1994. Elle a épousé Stawana Mazibuko. Après leur mariage, Johanna gagnait sa vie en effectuant des travaux domestiques pour des propriétaires agricoles. Elle avait survécu à cinq de ses sept enfants. Son fils, âgé de 77 ans en 2013, était retraité.
Johanna Mazibuko est décédée à Klerksdorp, une petite ville au sud-ouest de Johannesbourg, dans la province du Nord-Ouest, en Afrique du Sud, le 3 mars 2023 à l'âge revendiqué de 128 ans et 296 jours.